# イジドール・イザーク・ラービ
イジドール・イザーク・ラービ（Isidor Isaac Rabi [ˈrɑːbi]、1898年7月29日  - 1988年1月11日）は、アメリカ合衆国の物理学者。MRIに使われる核磁気共鳴を発見したことにより1944年にノーベル物理学賞を受賞した。マイクロ波レーダーや電子レンジで使われる空洞マグネトロンの研究を行った最初のアメリカの科学者の1人でもある。通称はI・I・ラービ（I. I. Rabi）。

## 人物
ガリツィアのリマヌフで伝統的なポーランド系ユダヤ人の家に生まれ、赤ん坊のときにアメリカに移りニューヨークのロウアー・イースト・サイドで育った。電気工学の学生としてコーネル大学に入学したがすぐに化学に変更した。その後物理学に興味を持つようになった。コロンビア大学で研究を続け、ある結晶の磁化率に関する論文で博士号を授与された。1927年、ヨーロッパへ行き当時トップの物理学者の多くと出会い研究を行った。
1929年、アメリカへ戻り、コロンビア大学から教員の職を得た。グレゴリー・ブライトと共同でブライト・ラービ方程式を開発し、原子核の性質を確認するためにシュテルン＝ゲルラッハの実験を修正できると予測した。原子の磁気モーメントと核スピンを識別するために核磁気共鳴を用いる技術により、1944年にノーベル物理学賞を受賞した。核磁気共鳴は原子核物理学および化学における重要な道具となり、さらにその後に起きた核磁気共鳴画像法の開発は医学の分野で非常に重要となった。
第二次世界大戦中、MITの放射線研究所(RadLab)でレーダーに取り組み、マンハッタン計画に携わった。戦後、アメリカ原子力委員会の一般諮問委員会(GAC)の委員となり、1952年から1956年まで委員長を務めた。また、民間防衛動員局の科学諮問委員会(SACs)や陸軍の弾道研究所に勤め、ドワイト・D・アイゼンハワー大統領の科学顧問を務めた。1946年にブルックヘブン国立研究所の設立に関わり、後にUNESCOにアメリカ代表として派遣され、1952年にはCERNの創設に携わった。コロンビア大学が1964年に大学教授のランクを作成すると、ラービを1位につけた。1985年にspecial chairが彼にちなんで名づけられた。1967年に教えることからは引退したが、学部では活動を続け、死ぬまで名誉教授と特別講師であった。

## 幼年期
1898年7月29日にガリツィアのRymanówで正統派のポーランド系ユダヤ人の家に生まれる。出生時の名前はIsrael Isaac Rabiだった。生地は当時オーストリア＝ハンガリー帝国の一部であったが、現在はポーランドとなっている。生まれてすぐに父親のDavid Rabiがアメリカへ移住し、数か月後母親Sheindelとともに父親に合流し、家族でマンハッタンのロウアー・イースト・サイドにある2部屋のアパートに引っ越した。家ではイディッシュ語を話していた。学校へ入学するとき母は名前をIzzyであると言ったが、学校の職員はこれがIsidorの略だと考え、名前としてこれを書き留めてしまった。これ以降この名前が正式な名前となった。後に反ユダヤ主義に応え名前をIsidor Isaac Rabiと書き始め、専門的にはI.I. Rabiという名前で知られていた。1903年に生まれた妹のGertrude含む家族や友人のほとんどにとって、単に"Rabi"として知られ"Robby"と呼ばれていた。1907年、家族でブルックリンのBrownsvilleに引っ越し、そこで食料品店を営んだ。
少年の時に科学に興味を持っていた。公共図書館から借りてきた科学の本を読み、自分のラジオセットを作った。ラジオコンデンサの設計に関する最初の科学論文は、小学生のときにModern Electricsで発表された。コペルニクスの地動説について読んだ後、無神論者となった。「それは全て非常に単純である」と両親に言い「誰が神を必要とするのか？」と加えた。両親との妥協として、家でおこなったバル・ミツワーで電灯がどのように動作するのかについてイディッシュ語で話をした。ブルックリンのManual Training High Schoolに通い、1916年に卒業した。その年の下半期に電気工学の学生としてコーネル大学に入学したがすぐに化学に変更した。1917年にアメリカが第一次世界大戦に参戦した後、コーネルの学生陸軍訓練隊に参加した。卒業論文ではマンガンの酸化状態を研究した。1919年6月に理学士を授与されたが、当時ユダヤ人は科学産業とアカデミアの雇用からほとんど締め出されていたため、求人を受けられなかった。Lederle Laboratoriesで短期間働いたのち、簿記係として働いた。

## 教育
1922年に化学の大学院生としてコーネル大学に戻り、物理学の勉強を始めた。1923年にハンターカレッジの夏セメスターの学生であるHelen Newmarkと出会い、口説き始めた。彼女が実家へ戻るとその近くにいるためにコロンビア大学で研究を続けた。指導教官はAlbert Willsであった。1924年6月、ニューヨーク市立大学シティカレッジで非常勤のチューターとして仕事を始めた。磁性が専門であったWillsはラービにナトリウム蒸気の磁化率に関して博士論文を書くことを提案した。このトピックにラービは魅かれなかったが、ローレンス・ブラッグがコロンビア大学で行った、タットン塩と呼ばれる結晶の電気感受率についてのセミナーを行った後、磁化率を研究することを決め、Willsは指導教官になることに同意した。
結晶の磁気共鳴を測定するには始めに結晶成長が必要であり、小学生がよく行う簡単な手順である。結晶は、結晶の内部構造とは異なる配向を持つ小面（ファセット）を持つ部分に巧く切り分けて準備する必要があり、磁場への応答を丹念に測定する必要があった。結晶が成長している間、ラービはジェームズ・クラーク・マクスウェルの1873年の著作電気磁気論を読み簡単な手法を思い付いた。ねじり天秤（トーションバランス）に取り付けたガラス繊維上の結晶を、2つの磁極間で磁化率を変えることができる溶液へ降ろした。これが結晶のものと釣り合った時、結晶を乱すことなく磁石のオンオフを切り替えることができる。新たな手法は必要な作業がはるかに少ないだけでなく、より正確な結果が生成された。ラービは1926年7月16日On the Principal Magnetic Susceptibilities of Crystals（結晶の主要な磁化率について）という論文をPhysical Reviewに送った。この翌日にHelenと結婚した。この論文は学界でほとんど歓迎を受けなかったが、Kariamanickam Srinivasa Krishnanにより読まれ、自身の結晶の研究にこの手法を用いた。ラービは自分の研究を発表するだけでなく促進させる必要があると結論付けた。
他の多くの若手物理学者同様、ヨーロッパにおける重大な出来事を密に追っかけていた。彼は、量子力学の妥当性を確信させたシュテルン＝ゲルラッハの実験に驚いた。ラルフ・クローニッヒ、Francis Bitter、マーク・ゼマンスキーらとともにシュレディンガー方程式を対称こま分子に拡張し、そのような機構系のエネルギー状態を見つけ出すことに着手した。問題は結果の方程式、2次偏微分方程式を解くことができないことであった。ラービは、19世紀の数学者カール・グスタフ・ヤコブ・ヤコビの本でその答えを見つけた。方程式はヤコビが解を見つけ出した超幾何学方程式の形をしていた。Kronigとラービは結果を書き上げPhysical Reviewに送り、1927年に発表された。

## ヨーロッパ
1927年5月、Barnard Fellowに任命された。これにより1927年から1928年6月までの間1,500ドル($26,310 in 2023 dollars)の給費(stipend)がついた。すぐにニューヨーク市立大学シティカレッジからの1年間の休学を申請し、ヨーロッパで勉強することにした。この申請が拒否されると辞職した。エルヴィン・シュレーディンガーのところで働きたいと願いチューリッヒに着くとすぐに、2人の同輩のアメリカ人Julius Adams Strattonとライナス・ポーリングと出会った。彼らはシュレーディンガーがベルリンのフリードリヒ・ヴィルヘルム大学の理論研究所の所長に任命されたため、チューリッヒを離れることに気づいた。そのためラービは代わりにミュンヘン大学でアルノルト・ゾンマーフェルトとの職を求めることにした。チューリッヒではさらに2人のアメリカ人、ハワード・ロバートソン、エドワード・コンドンと出会った。ゾンマーフェルトはラービをポスドク学生として受け入れた。ドイツの物理学者ルドルフ・パイエルス、ハンス・ベーテも当時ゾンマーフェルトと働いていたが、3人のアメリカ人と特に親密になった。
Willsのアドバイスで、英国科学振興協会(British Association for the Advancement of Science)の第97回年次総会のためにリーズへ行き、そこでヴェルナー・ハイゼンベルクが量子力学に関する論文を発表するのを聞いた。その後、コペンハーゲンに移り、ニールス・ボーアのもとで働くことを希望した。ボーアは休暇中であったが、ラービは早速水素分子の磁化率の計算に取り掛かった。ボーアは10月に戻った後、ラービと仁科芳雄がハンブルク大学でウォルフガング・パウリと仕事を続けるよう手配した。
パウリとともに仕事をするためにハンブルクに来たが、オットー・スターンが英語話者の2人のポスドク研究員Ronald FraserとJohn Bradshaw Taylorとともに働いているのを知った。ラービは彼らとすぐに友人となり、彼らの分子線実験（スターンはこれにより1943年にノーベル物理学賞を受賞）に興味を持つようになった。彼らの研究には不均一な磁場が関わっており、操作が難しく正確に測定することは困難であった。ラービは代わりに均一場を使い分子ビームを視射角にしプリズムを通して光のように原子を偏向させるというアイデアを思い付いた。これは使うのが簡単で、より正確な結果を生成する。スターンの励みをうけ、Taylorに大いに助けられてラービは自身のアイデアをうまく実施することができた。スターンのアドバイスで、その結果についてのレターをNatureに送り、これは1929年2月に発表され、次いでZur Methode der Ablenkung von Molekularstrahlen（分子ビームの偏向方法について）というタイトルの論文をZeitschrift für Physikへ送り4月に発表された。
このときまでにBarnard Fellowshipは失効し、ラービとHelenはロックフェラー財団から来る月182ドルで生活していた。2人はハンブルクを去りライプツィヒへ向かい、ハイゼンベルクとともに仕事をすることを望んだ。ライプツィヒで同士のニューヨーカーであるロバート・オッペンハイマーを見つけた。これは長く続く友情の始まりであった。ハイゼンベルクは1929年3月にアメリカで働くために出発したため、ラービとオッペンハイマーはパウリが物理学教授をしているチューリッヒ工科大学へ行くことを決めた。ラービに対する物理学の教育はそこで出会った分野の指導者、ポール・ディラック、ヴァルター・ハイトラー、フリッツ・ロンドン、Francis Wheeler Loomis、ジョン・フォン・ノイマン、ジョン・クラーク・スレイター、レオ・シラード、ユージン・ウィグナーらにより豊かになった。

## 分子ビーム研究室
1929年3月26日、コロンビア大学から講師の依頼を受けた。年俸は3000ドルであった。コロンビア大学の物理学科長George B. Pegramは統計力学と量子力学の新たな科目の上級コースを教える理論物理学者を探しており、ハンゼンベルクがラービを推薦していた。このときヘレンは妊娠中であったため、ラービは定職が必要であり、この仕事はニューヨークでするものだった。彼はこれを受け入れ、8月にSS President Rooseveltでアメリカへ戻った。ラービはコロンビア大学で当時唯一のユダヤ人の教員となった。

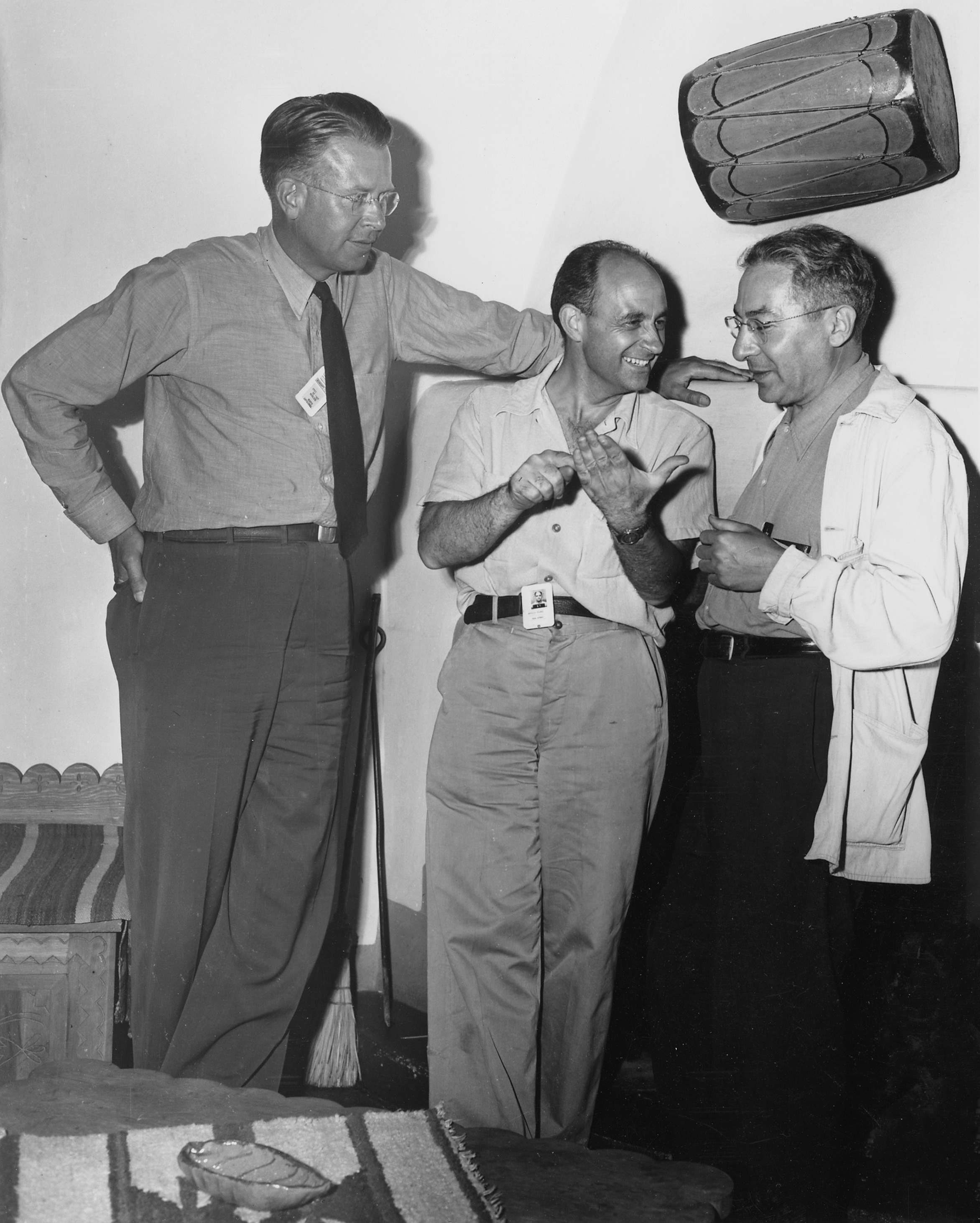
ラービ（右）とアーネスト・ローレンス（左）とエンリコ・フェルミ（中央）

ラービは教師としては面白みに欠けた。レオン・レーダーマンは、学生は講義の後に図書館へ向かいラービが話していたことを解決しようとしていたことを回想している。Irving Kaplanはラービとハロルド・ユーリーを「これまでで最悪の教師」と評している。ノーマン・ラムゼーがラービの講義を「非常につまらない」と思う一方、William Nierenbergはラービを「単にひどい講師」と感じていた。講師としての欠点があったにもかかわらず、その影響は大きかった。多くの学生に物理学のキャリアに進むことを促し、その中には有名になったものもいる。
長女のHelen Elizabethが1929年9月に誕生した。次女Margaret Joellaは1934年に生まれた。教職と家族に挟まれ研究のための時間はほとんどなくコロンビア大学に勤めた最初の年は論文を発表しなかったが、結果的に助教授に昇進した。1937年には教授となった。
1931年、粒子ビーム実験に戻った。グレゴリー・ブライトと協力してブライト・ラービ方程式を開発し、原子核の特性を確認するためにシュテルン＝ゲルラッハの実験を修正できると予測した。次のステップはこれをすることであった。Victor W. Cohenの助けを借りて、コロンビア大学に分子ビーム装置を造った。彼らのアイデアは強い磁場の代わりに弱い磁場を使うことであり、これによりナトリウムの核スピンを検出することを期待した。実験を行うと4つのビームレットが見つかりそこから3⁄2の核スピンが推定された。
ラービの分子ビーム研究室は、博士号取得に向けリチウムを研究した大学院生Sidney Millmanなど人々をひきつけ始めた。他にはJerrold Zachariasがおり、彼はナトリウムの核は理解するのが難しすぎると考え、もっとも単純な元素である水素の研究を提案した。この重水素同位体は、1931年にコロンビア大学でユーリーによって発見されたばかりであった（ユーリーはこの研究により1934年にノーベル化学賞を受賞している）。ユーリーは重水と気体の重水素の両方を供給することができた。その単純さにもかかわらず、シュテルンのグループは水素が予測どおりに振舞わないことを観察していた。ユーリーは違う方向で援助した。彼は分子ビーム研究所に資金を提供するため賞金の半分をラービに渡した。分子ビーム研究所でキャリアを始めた他の科学者にはノーマン・ラムゼー、ジュリアン・シュウィンガー、Jerome Kellogg、ポリカプ・クッシュがいる。全員が男性であり、ラービは女性が物理学者になることができるとは考えていなかった。博士課程またはポスドク学生として女性がいたことは1度もなく、概して教授職の候補に女性がなることに反対した。
C. J. Gorterの提案で、チームは振動場を使用しようとした。これが核磁気共鳴法の基礎となった。1937年、ラービ、クッシュ、Millman、Zachariasはこれを使用して塩化リチウム、フッ化リチウム、二リチウムなどいくつかのリチウム化合物の磁気モーメントを分子ビームで測定した。この手法を水素に適用すると、陽子のモーメントは2.785±0.02核磁子であり、当時の理論で予測された1ではないことが分かった。重陽子のモーメントは0.855±0.006核磁子であった。これによりシュテルンのチームが見つけたものより正確な測定値が提供され、ラービのチームは1934年にこれを確認した。重陽子はスピンが整列した陽子と中性子で構成されているため、陽子の磁気モーメントを重陽子のものから引くことで中性子の磁気モーメントを推測することができたが、結果の値は0ではなく、陽子と反対の符合であった。これらのより正確な測定の奇妙なアーチファクトに基づき、ラービは重陽子は電気四極子モーメントを持つことを提案した。この発見は重陽子の物理的形状が対称ではないことを意味し、核子を結合させている核力の性質に関する価値ある洞察を得ることができた。分子ビーム磁気共鳴検出法の開発により、1944年にノーベル物理学賞を受賞した。

## 第二次世界大戦

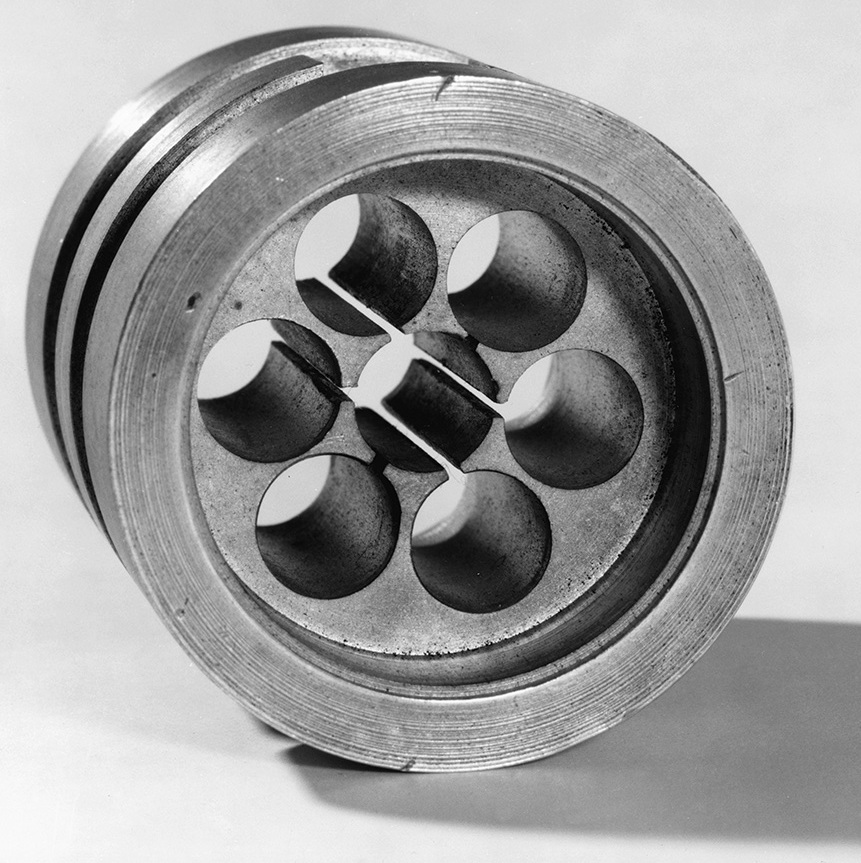
バーミンガム大学のジョン・ランドールとHarry Bootにより開発された共振空洞を示す初期の空洞マグネトロンのアノードブロック

1940年9月、アメリカ陸軍の弾道研究所の科学諮問委員会の一員となった。その月、イギリスのTizard Missionは電子の流れと磁場の相互作用を利用してマイクロ波を生成する高性能デバイスである空洞マグネトロンなどの多くの新たな技術をアメリカへもたらした。レーダーに革命をもたらすことが約束されたこのデバイスは、アメリカ人が自身のリーダーシップについて抱いていたあらゆる考えを破壊した。国防研究委員会のアルフレッド・リー・ルーミスはこのレーダー技術を開発するためにMITに新たな研究所を設立することを決定した。Radiation Laboratory（放射線研究所）という名称は、目立たず、バークレー放射線研究所に対するオマージュであることから選ばれた。ルーミスはリー・デュブリッジを採用し運営させた。
ルーミスとデュブリッジは、1940年10月にMITで開催された応用核物理学の会議で、新しい研究室に入る物理学者を募集した。志願した者の中にラービがいた。彼の研究課題はマグネトロンを研究することであった。マグネトロンは極秘だったため、金庫の中に保管する必要があった。放射線研究所の科学者たちは1941年1月6日までにマイクロ波レーダーを製造し、3月までにダグラス A-20 ハボックにプロトタイプを搭載することに照準を合わせた。これは達成された。技術的な障害は徐々に乗り越えられ、実用的なアメリカのマイクロ波レーダーの一式が製造された。マグネトロンはさらに大西洋の両側で開発され、波長を150 cmから10 cm、さらに3 cmに短くすることができた。研究室は潜水艦を検出するための空対地レーダー、射撃統制用のSCR-584 radar、LORAN（long-range radio navigation system、長距離無線航行システム）の開発に進んだ。ラービの扇動により、放射線研究所の支部がコロンビアに置かれ、ラービが担当していた。
1942年、オッペンハイマーはラービとロバート・バッチャーを募集し、ロスアラモス研究所で新たに秘密のプロジェクトに取り組んだ。彼らは、科学的な努力は文民のものである必要があるので、オッペンハイマーに彼の軍事研究室の計画がうまくいかないことを説得した。計画は修正され、新たな研究所は文民のものとなり、戦争省との契約のもとカリフォルニア大学により運営された。ラービは結局西には行かなかったが、マンハッタン計画のコンサルタントとして働くことには合意した。1945年7月のトリニティ実験に参加した。トリニティ実験に取り組んでいた科学者たちは、この実験の収率に対して賭けプール(betting pool)を設定し、予測は不発から45キロトンのTNT換算までの範囲に及んだ。ラービは遅れて到着し、残った唯一の参加が18キロトンであることが分かりこれを購入した。溶接ゴーグルを着け、ラムゼーとエンリコ・フェルミとともに結果を待った。爆発は18.6キロトンと評価され、ラービがプールを獲得した。

## 晩年
1945年、物理学教員協会(American Association of Physics Teachers)により開催されたフロイド・K・リヒトマイヤーを記念するリヒトマイヤー講演を行い、原子の磁気共鳴が時計の基礎として使えるかもしれないと提案した。ウィリアム・L・ローレンスはThe New York Timesに"'Cosmic pendulum' for clock planned"という見出しでこれを書いた。それからまもなくしてZachariasとラムゼーがこのような原子時計を造った。ラービが磁気共鳴の研究を活発に進めたのは1960年ごろまでであるが、なくなるまで会議やセミナーへの出席は続けた。

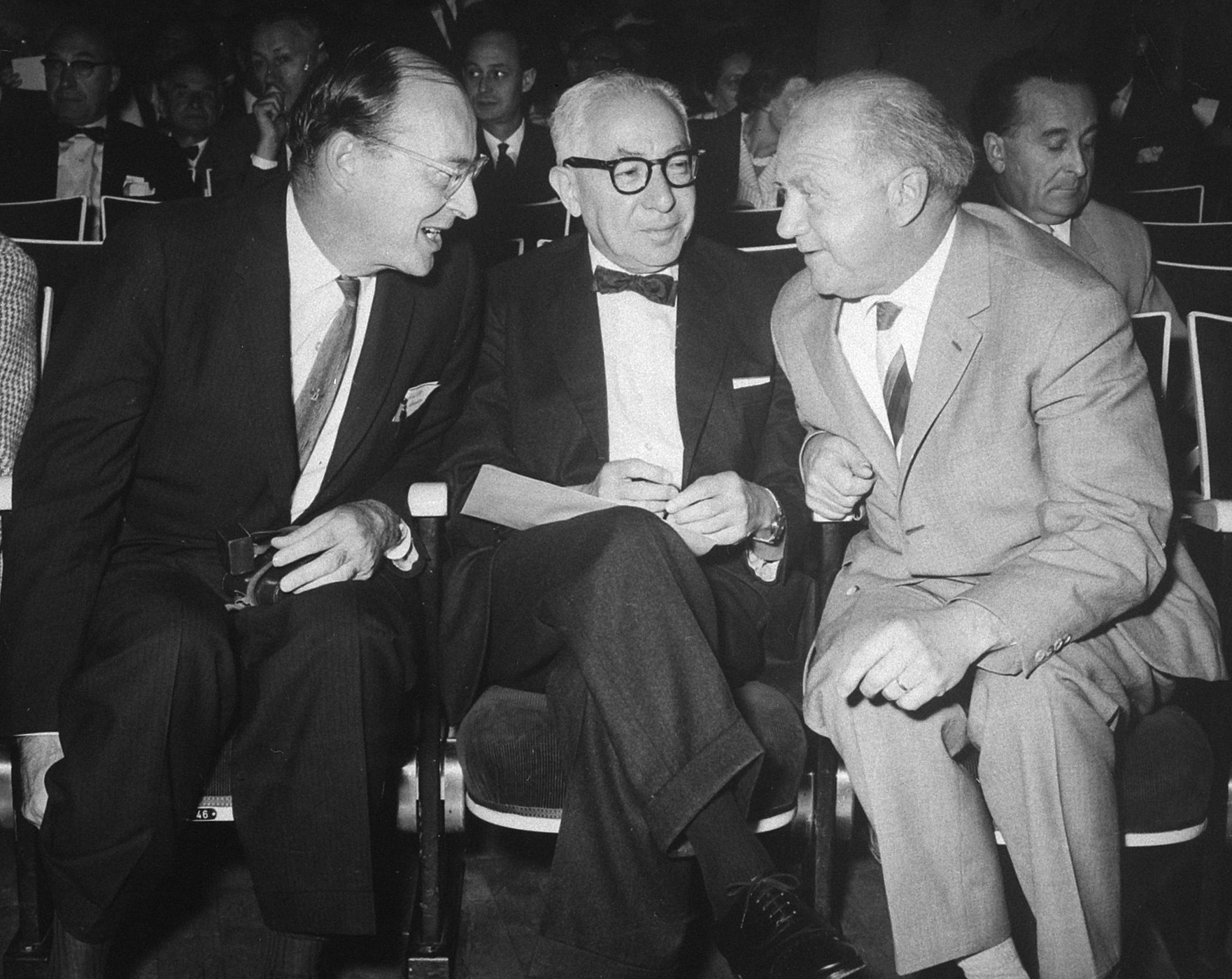
ノーベル賞受賞者のジョン・バーディーン（左）とヴェルナー・ハイゼンベルク（右）（1962年）

1945年から1949年までコロンビア大学の物理学科長を務めた。この間コロンビア大学には、2人のノーベル賞受賞者（ラービとエンリコ・フェルミ）と11人のその後ノーベル賞を受賞する者、7人の教員（ポリカプ・クッシュ、ウィリス・ラム、マリア・ゲッパート＝メイヤー、レオ・ジェームス・レインウォーター、チャールズ・タウンズ、湯川秀樹）、1人の研究科学者（オーゲ・ニールス・ボーア）、1人の客員教授（ハンス・ベーテ）、1人の博士学生（レオン・レーダーマン）、1人の学部生（レオン・クーパー）が所属した。ラービの博士課程の学生であるマーチン・パールは1995年にノーベル賞を受賞した。ラービはコロンビア大学の物理学ユージン・ヒギンズ教授職(Eugene Higgins professor of physics)であったが、1964年にコロンビア大学がこの大学教授の地位を作った際、ラービはこの地位に初めてついた人物である。これはラービが選んだものを何でも自由に研究したり教えたりできることを意味していた。1967年に教職からは引退したが、学科で活動を続けなくなるまで名誉教授であった。1985年にラービにちなむ特別な地位が作られた。
マンハッタン計画の遺産は米国エネルギー省国立研究所のネットワークであったが、東海岸にはなかった。ラービとラムゼーはニューヨーク地区にある大学のグループを集め、自身の国立研究所のためにロビー活動を行った。そのときMITにいたZachariasはそれについて聞いたとき、MITとハーバード大学にライバルとなるグループを設立した。ラービはマンハッタン計画を指揮したレズリー・グローヴス少将と話し合った。グローブスは新しい国立研究所に協力することに前向きであったが、1人だけであった。さらにマンハッタン計画にはまだ資金があったが、戦時中の組織は新たな権威が登場すると漸次廃止されることが予測された。ラービらによる交渉とロビー活動の後、2つのグループは1946年1月に一緒になった。最終的に9の大学（コロンビア、コーネル、ハーバード、ジョンズ・ホプキンズ、MIT、プリンストン、ペンシルバニア、ロチェスター、イェール）が集まり、1947年1月31日、原子力委員会(AEC)との間に契約が結ばれ、マンハッタン計画は取って代わられ、ブルックヘブン国立研究所が設立された。

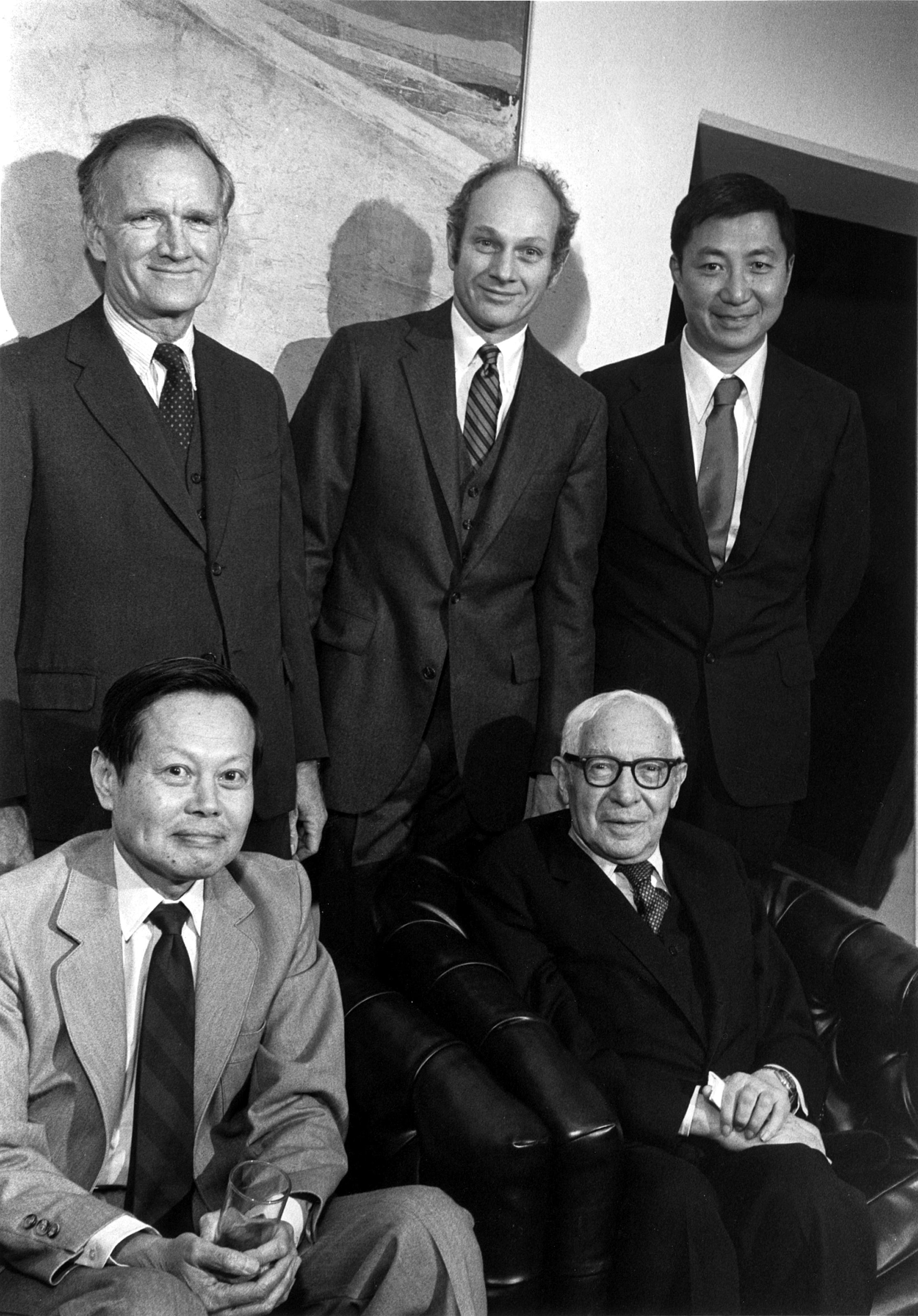
ラービ（右で着席）とノーベル賞受賞者ヴァル・フィッチ、ジェイムズ・クローニン、サミュエル・ティン（左から右、起立）、楊振寧（左で着席）

ラービはエドアルド・アマルディにブルックヘブンはヨーロッパ人がまねることができるモデルである可能性があることを示唆した。ラービは科学を戦争から依然再生中であるヨーロッパを、鼓舞し統一する方法とみなしていた。1950年、機会は彼がUNESCOのアメリカ代表に指名されたとき訪れた。1950年、フィレンツェのヴェッキオ宮殿で行われたUNESCOの会議で、地域の研究所の設立を呼びかけた。これらの努力は実を結び、1952年、11の国の代表者が集まりConseil Européen pour la Recherche Nucléaire（欧州原子核研究機構）が設立された。ラービはボーア、ハイゼンベルク、Amaldiらからこの成功を祝う手紙を受け取った。彼はその手紙を額に入れ、本拠のオフィスの壁に架けていた。

### 軍事的な事柄
原子力委員会を創設した1946年の原子力法は、9人の一般諮問委員会(GAC)を設け科学的および技術的な問題について委員会に助言を行った。ラービは1946年12月に指名された人の1人であった。GACは1940年代後半には非常に影響力があったが、1950年に満場一致で水素爆弾の開発に反対した。ラービは他の大部分の人よりもさらに進んで技術的理由だけでなく道徳的理由で水素爆弾に反対するためにフェルミと一緒になった。しかし、ハリー・S・トルーマンはGACの助言を無視し、開発を進めるよう命じた。ラービは後にこう語っている。
I never forgave Truman for buckling under the pressure. He simply did not understand what it was about. As a matter of fact, after he stopped being President he still didn't believe that the Russians had a bomb in 1949. He said so. So for him to have alerted the world that we were going to make a hydrogen bomb at a time when we didn't even know how to make one was one of the worst things he could have done. It shows the dangers of this sort of thing.
オッペンハイマーは1952年に任期が終了したがGACに再任されず、ラービは会長の座を引継ぎ1956年まで務めた。ラービは後にオッペンハイマーに代わり1954年に原子力委員会の物議を醸した安全聴聞会で証言を行い、この結果オッペンハイマーは自身の秘密取り扱い許可を奪われた。多くの証人はオッペンハイマーを支持したが、ラービより強いものはいなかった。
So it didn't seem to me the sort of thing that called for this kind of proceeding... against a man who has accomplished what Dr. Oppenheimer has accomplished. There is a real positive record... We have an A-bomb and a whole series of it, and we have a whole series of super bombs, and what more do you want, mermaids?
ラービは1952年に民間防衛動員局の科学諮問委員会(SAC)の会員に任命され、1956年から57年まで会長を務めた。これはスプートニク・ショックと時を同じくしていた。ドワイト・D・アイゼンハワー大統領は1957年10月15日にSACと会い、ソ連の衛星の成功へのアメリカの可能な対応について助言を求めた。アイゼンハワーがコロンビア大学の学長を務めていたときから知っていたラービは、最初に発言し、一連の提案を提出した。その中の1つで委員会を強化し大統領にタイムリーな助言を提供することがあった。これは実行され、数週間後にSACは大統領の科学諮問委員会となった。アイゼンハワーの科学顧問にもなった。1956年に海洋学から核兵器にいたるまで議論されたProject Nobska対潜戦会議に出席した。「ソフトウェアエンジニアリング」という用語が生み出されたとき、NATO科学委員会のアメリカ代表を務めていた。この役職を務めている間、多くの大規模なソフトウェアのプロジェクトが遅れたという事実を嘆いた。このことにより、ソフトウェアエンジニアリングに関する最初の会議を開催する研究グループが結成された。

### 栄誉
人生の中でノーベル賞以外にも多くの栄誉を受けた。1939年には科学雑誌『サイエンス』からニューカム・クリーブランド賞を受賞。1942年のFranklin Instituteからのエリオット・クレッソン・メダル、1945年のアメリカ物理学教師協会からのリヒトマイヤー記念賞、1948年のイギリスのKing's Medal for Service in the Cause of FreedomからのMedal for Merit、1956年のレジオンドヌール勲章オフィシエ、1960年のコロンビア大学のBarnard Medal for Meritorious Service to Science、1967年のNiels Bohr International Gold MedalとAtoms for Peace Award、1982年のアメリカ物理学教師協会からのエルステッド・メダル、1985年のFranklin and Eleanor Roosevelt Instituteからの4つの自由賞と米国科学アカデミーからの公共福祉メダル、1986年のアメリカ国立科学財団からのヴァネヴァー・ブッシュ賞などがある。
またアメリカ物理学会のフェローであり、1950年には会長も務めている。全米科学アカデミー、アメリカ哲学協会、アメリカ芸術科学アカデミーの会員でもあった。国際的には日本学士院とブラジル科学アカデミーの会員として承認され、1959年にイスラエルのワイツマン科学研究所の総務会の会員に指名された。

### 死去
1988年1月11日、がんによりマンハッタン、リバーサイドドライブの自宅で亡くなった。妻のHelenは2005年6月18日に102歳で亡くなった。晩年に、医師がラービの磁気共鳴に関する草分け的な研究から発展した技術であるMRIを用いて診察した時、ラービは自身の最大の功績を思い出させられた。機械の内部は反射しており、「あの機械の中に自分自身を見た... 自分の仕事がこれに行きつくとは思わなかった」と述べた。

## 著作
- Rabi, Isidor Isaac (1960). My Life and Times as a Physicist. Claremont, California: Claremont College. OCLC 1071412
- Rabi, Isidor Isaac (1970). Science: The Center of Culture. New York: World Publishing Co.. OCLC 74630
- Rabi, Isidor Isaac; Serber, Robert; Weisskopf, Victor F.; Pais, Abraham; Seaborg, Glenn T. (1969). Oppenheimer: The Story of One of the Most Remarkable Personalities of the 20th Century. Scribner's. OCLC 223176672

## 演じた人物
- デヴィッド・クラムホルツ - 映画『オッペンハイマー』（2023年）